# Tiago de Melo Marinho
Tiago de Melo Marinho, noto semplicemente come Tiago (San Paolo, 9 marzo 1981), è un giocatore di calcio a 5 brasiliano.
Con la nazionale brasiliana è stato campione del mondo per due volte e campione sudamericano per tre volte.

## Carriera
Considerato uno dei migliori portieri di tutti i tempi tanto da diventare un'icona del calcio a 5 brasiliano, nel suo ruolo è stato uno dei giocatori più vincenti.
Con la nazionale brasiliana è stato campione del mondo nel 2008 e nel 2012; campione sudamericano nel 2008, 2011 e 2017; campione panamericano nel 2007. A livello individuale ha vinto sia il Futsal Awards sia il guanto d'oro assegnato dalla FIFA.

## Palmarès

### Club

#### Competizioni nazionali
- Campionato brasiliano: 4
Jaraguá: 2007, 2008, 2010
Sorocaba: 2014
- Taça Brasil: 2
Jaraguá: 2007, 2008
- Copa do Brasil: 1
Corinthians: 2019
- Supercoppa brasiliana: 2
Sorocaba: 2018
Corinthians: 2019

#### Competizioni internazionali
- Coppa Libertadores: 4
Jaraguá: 2007, 2008, 2009
Sorocaba: 2015
- Coppa Intercontinentale: 2
Sorocaba: 2015, 2018

### Nazionale
- Campionato mondiale: 2
Brasile 2008, Thailandia 2012
- Coppa America: 3
Uruguay 2008, Argentina 2011, Argentina 2017
- Giochi panamericani: 1 
Rio de Janeiro 2007